# Lyon Farrell
Lyon Farrell (Los Angeles, 22 novembre 1999) è uno snowboarder statunitense naturalizzato neozelandese, specializzato in slopestyle e big air.

## Biografia
Specializzato in slopestyle e big air e attivo a livello internazionale dal novembre 2013, Farrell ha debuttato in Coppa del Mondo il 21 dicembre successivo, giungendo 61º nell'halfpipe di Copper Mountain e ha ottenuto il suo primo podio il 17 marzo 2018, chiudendo 3º nello slopestyle di Alpe di Siusi vinto dallo statunitense Chris Corning.
In carriera non ha mai preso parte a rassegne olimpiche, mentre ha gareggiato a sette rassegne iridate.

## Palmarès

### Mondiali juniores
- 1 medaglia:
  - 1 argento (halfpipe a Chiesa in Valmalenco 2014)

### Coppa del Mondo
- Miglior piazzamento nella Coppa del Mondo generale di freestyle: 8º nel 2019
- Miglior piazzamento nella Coppa del Mondo di slopestyle: 3º nel 2019
- Miglior piazzamento nella Coppa del Mondo di big air: 10º nel 2016
- 2 podi:
  - 1 secondo posto
  - 1 terzo posto